# 维戈·迪贝恩
维戈·迪贝恩（丹麥語：Viggo Dibbern，1900年7月10日—1981年1月30日），丹麦男子竞技体操运动员。他曾代表丹麦获得1920年夏季奥运会体操比赛男子团体自由式金牌。他于1981年在海萊烏去世。